# Кречевський Петро Антонович
Петро Анто́нович Крече́вський (біл. Пётр Антонавіч Крачэўскі або Пётра Крэчэўскі; 7 серпня 1879, Кобринський повіт, Гродненської губернії, Литовського генерал-губернаторства, Російська імперія — 8 березня 1928, Прага, Чехословацька республіка) — білоруський історик і політичний діяч. Голова Ради БНР (1919—1928).

## Життєпис
Народився неподалік від міста Кобрина в родині диякона сільської церкви. Навчався в православній духовній семінарії у Вільні, після закінчення якої у 1902 році вважав за краще кар'єрі священнослужителя професію викладача. Протягом декількох років, ще будучи семінаристом, він працював учителем, щоб погасити вартість його навчання.
Незабаром Кречевський відмовився і від викладацької роботи, влаштувавшись в адміністрацію банку. На початку банківської кар'єри він часто потрапляв під пильну увагу поліції, провиною чому були його тісні зв'язки з різними політичними групами. Робота в банку дала Кречевському можливість встановити контакти з багатьма білорусами, які займали посади в структурах влади.
Під час Першої світової війни Кречевський був призваний до лав Російської армії. Досвід адміністративної роботи і бюрократичні пізнання забезпечили йому швидке просування по службі, а також можливість відвідувати військові частини, розташовані на території білоруських губерній, і заводити нові знайомства. Після Лютневої революції Кречевському вдалося зібрати кошти для створення організації білоруських солдатів.

### Політична діяльність

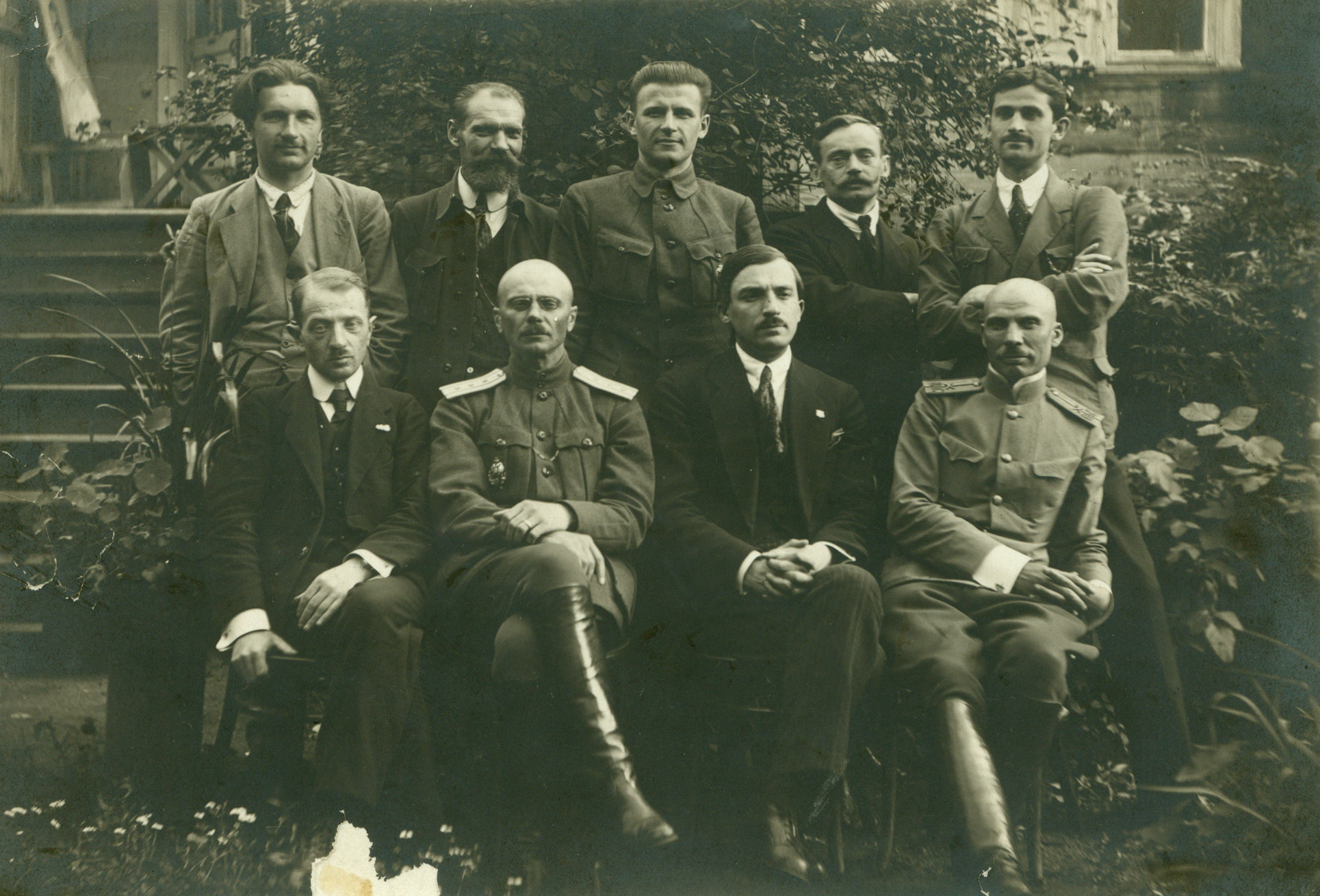
Уряд БНР. Кречевський — стоїть, другий зліва

На Всебілоруському з'їзді, де Кречевський представляв Асоціацію підприємців Борисова, він був обраний до Ради новоствореної Білоруської Народної Республіки.
У лютому 1918 року став членом першого білоруського уряду з функцією державного контролера. У квітні 1918 року зайняв пост міністра фінансів, а в травні — міністра торгівлі республіки. 11 жовтня 1918 року був обраний секретарем Ради Білоруської Народної Республіки. 13 грудня 1919 Кречевський змінив Язепа Льосіка на посаді голови Ради (фактично — президента) БНР.
У лютому 1920 року він був змушений емігрувати разом з Радою, представляючи інтереси білорусів в Ковно, Берліні і — з 1923 року — в Празі. У його безпосередні завдання входило встановлення контактів з представниками БНР в різних країнах, що Кречевський робив досить ефективно.

### В еміграції

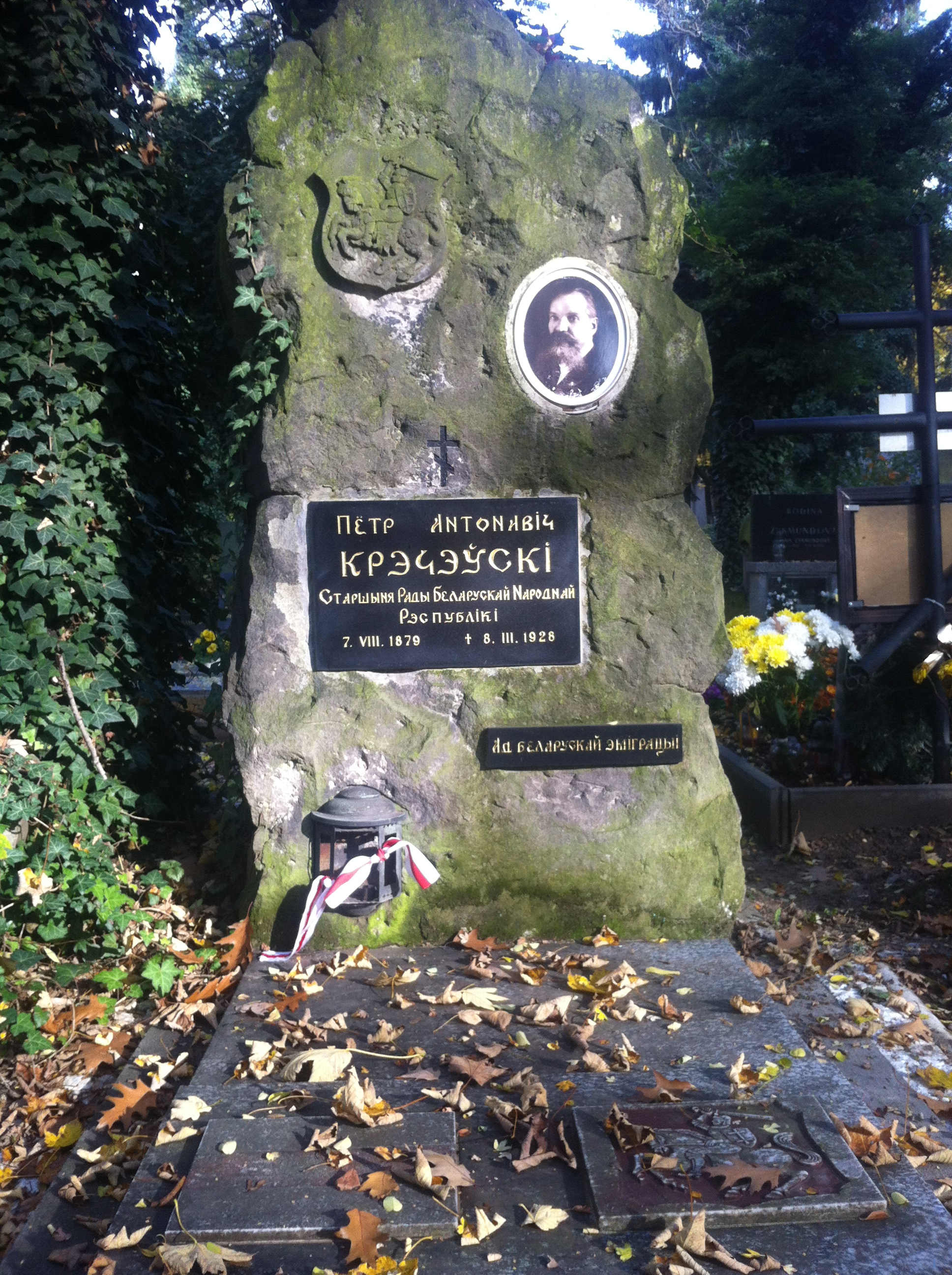
Могила Петра Кречевського в Празі

Діяльність Кречевского в Празі була різноманітна. Голова Ради БНР виступав ініціатором численних дипломатичних меморандумів, інформування країн Заходу про стан справ в радянській та польській частинах окупованій Білорусі. У вересні 1921 року Кречевським було організовано скликання білоруської конференції в Празі. Завдяки його старанням Рада БНР була визнана переважною більшістю білоруських політичних організацій світу.
Крім того, Кречевському вдалося домогтися права білоруських студентів на отримання стипендій від чехословацького уряду, а також створити Білоруський Архів у Празі і отримати фінансову підтримку для його змісту, взяти участь в декількох наукових конференціях і стати автором ряду статей по темі білоруської історії та культури. У 1926 році під редакцією Кречевського був виданий науково-політичний альманах «Іноземна Білорусь».
Очолював Раду БНР до самої смерті. Помер у 1928 році у Празі.

## Автор праць
- Беларусь у мінулам і сучаснам (нарыс географічнага, гістарычнага і эканамічнага доследу) // Замежная Беларусь: зборнік гісторыі, культуры і эканомікі / Пад рэд. П. А. Крэчэўскага. Кн. 1. Прага: Выд-ва імяні Ф. Скарыны, 1926. C. 31-77.
- Гісторыя беларускай кнігі // Замежная Беларусь: зборнік гісторыі, культуры і эканомікі. С. 99-116.
- Мандаты Б. Н. Р. // Замежная Беларусь: зборнік гісторыі, культуры і эканомікі. C. 121—139.
- Скарына і незалежнасьць // Замежная Беларусь: зборнік гісторыі, культуры і эканомікі. С. 7-16.
- Рагнеда: Гіст. драма Х ст. у 4 актах з пралогам // Спадчына. 1993. № 3. С.16-30